# Етерично уље
Етерична (етарска) уља представљају липидну фракцију биљака.  
То су производи посебних биљних ћелија или се стварају у међућелијским просторима, веома јаког су мириса и на папиру остављају мрље које брзо испаравају. Представљају смешу различитих једињења: алдехида, кетона, алкохола и различитих и многобројних масних киселина. Иако им је састав комплексан, 1-2 су најчешће главне компоненте, а остале се налазе у далеко мањем проценту. Основна компонента су свакако терпеноиди и то њихове две класе: терпени (монотерпени) и сесквитерпени. У биљкама се најчешће налазе у слободном облику, али могу бити присутна и у форми гликозида. 
Образују се у свим деловима биљке, али у њима нису распоређена равномерно већ су у највећој количини присутна у листу, корену, цвету и плоду. Заступљени су у јако малим количинама, свега око 1% од укупне тежине биљке па је тако за добијање нпр. 1 g етарског уља потребно утрошити око 4 kg круничних листића руже.
Примењују се у медицини, производњи финих сапуна, прехрамбеној индустрији, а користе се и у козметици, за добијање парфема и других козметичких препарата.
Биљке које садрже етерична уља називају се ароматичне биљке. Многе од њих се користе као лековите (жалфија, нана) или као зачинске биљке (оригано, чубар)

## Производња етарских уља
Постоји више начина за добијање етарских уља. Између осталог:
- дестилација са воденом паром
- екстракција помоћу лако испарљивих растварача
- екстракција помоћу неиспарљивих растварача (масти) на хладно
- екстракција помоћу неиспарљивих растварача (масти) на топло
- пресовање (цеђење)
- суперкритична екстракција угљен-диоксидом

Етарска уља из многих биљака се могу изоловати дестилацијом са воденом паром. То је уједно и разлог зашто је важно приликом кувања чаја од нпр. камилице поклопити шољу – како активна компонента чаја, етарска уља, не би се предестиловала и испарила.
Екстракција помоћу лако испарљивих растварача практично представља екстракцију помоћу органских растварача.
Екстракција помоћу неиспарљивих растварача одн. масти се углавном ради када су у етарским уљима присутна лако испарљива једињења која се користе за мирисе и парфеме. Постоји могућност да се таква врста екстракције ради на топло и на хладно.
Етарска уља се могу добити и пресовањем, одн. цеђењем, као и триглицериди из биљака.
Један веома захвалан начин за добијање етарских уља је суперкритичном екстракцијом угљен-диоксидом. Наиме, угљен-диоксид постаје течан под одређеним условима, на високим притисцима и температури, а затим се понаша као суперкритичан флуид. С тим у вези, његова својства се значајно мењају, од неполарне супстанце која је у нормалним условима, угљен-диоксид као суперкритичан флуид представља поларну супстанцу. Та особина се може искористити да се уради екстрактација, а затим, по завршетку екстракције, отпусти се притисак и угљен-диоксид у виду гаса изађе из система.